# Ludington (Michigan)
Pour les articles homonymes, voir Ludington.
Ludington est une ville située dans le comté de Mason, dont elle est le siège, dans l'État américain du Michigan. Elle se trouve sur la rive du lac Michigan. Selon le recensement de 2000, sa population est de 8 357 habitants.
En 1675, le missionnaire et l'explorateur français Jacques Marquette est mort près de Ludington comme le rappelle dans cette ville un monument commémoratif.